# 3396 Muazzez
3396 Muazzez eller A915 TE är en asteroid i huvudbältet, som upptäcktes 15 oktober 1915 av den tyske astronomen Max Wolf i Heidelberg. Den är uppkallad efter Muazzez K. Lohmiller.
Asteroiden har en diameter på ungefär 32 kilometer.